# Swizz Beatz
Swizz Beatz, pseudonimo di Kasseem Daoud Dean (New York, 13 settembre 1978), è un rapper, produttore discografico e imprenditore statunitense.
Considerato tra i migliori produttori discografici del ventunesimo secolo, ha ottenuto un Grammy Award su sei nomine, ed è stato riconosciuto con il Producers & Engineers Wing Award ai Grammy Awards del 2018 per i suoi contributi nell'industria musicale.
Iniziando la carriera alla fine degli anni novanta tramite la Ruff Ryders Records, arriva a produrre singoli e album di numerosi artisti di fama internazionale, tra cui DMX, Eve, Jay-Z, Kanye West, Beyoncé, Rihanna, Mariah Carey, Lil Wayne, Snoop Dogg, Mary J. Blige, Alicia Keys, Nicki Minaj e Whitney Houston, pubblicando inoltre due album come solista: One Man Band Man (2007) e Poison (2018), tramite la propria etichetta Monster Music Group.
Oltre alla musica, Swizz Beatz è vicepresidente dei settori Sports Style Marketing e Brand Music Development per Redbook, ed è stato azionario e facente parte del consiglio di amministrazione di Monster Cable. Ha inoltre interessi nel collezionismo d'arte, divenendo con la moglie Alicia Keys co-presidenti della Gordon Parks Foundation, ed è stato membro dei fiduciari del Brooklyn Museum. Nel 2020 produce assieme a Timbaland il webcast Verzuz.

## Biografia
Nato a New York, Dean ha trascorso gran parte della sua infanzia cresciuto da sua madre nel Bronx, dove si iscrive alla Harry S. Truman High School. Dopo essersi trasferito ad Atlanta, in Georgia, Dean ha iniziato a lavorare per i suoi zii, Joaquin e Darrin Dean, che erano CEO dell'etichetta discografica Ruff Ryders Entertainment. All'età di 16 anni assume lo pseudonimo Swizz Beatz e inizia a lavorare con artisti hip hop come DMX e Eve. Al primo vende i beat per il singolo Ruff Ryders' Anthem, brano entrato nella classifica Billboard Hot 100 e che vende complessivamente 2 milioni di copie.

### 2001 - 2004: Prime produzioni e collaborazioni
Dean ha poi iniziato a produrre importanti canzoni hip-hop pubblicate nel 1998 come Banned from T.V. di N.O.R.E. e Money, Cash, Hoes di Jay-Z. L'anno seguente, produsse la maggior parte delle canzoni dell'album compilation dei Ruff Ryders Ryde or Die Vol. 1, così come la maggior parte dell'album di debutto di Eve. Nel 2001 assieme a Clive Davis, fonda la propria etichetta discografica, Full Surface Records, che divenne una filiale della J Records.
Nel 2002, quando esce il suo LP G.H.E.T.T.O. Stories, fra gli artisti che collaborano con lui per l'LP: LL Cool J, i Metallica e Shyne. Dal progetto discografico estrae due singoli, Guilty e Bigger Business, entrambi esordienti nella classifica US Hot R&B/Hip-Hop Songs. Dal 2002 Beatz inizia a collaborare con la Ruff Ryders Entertainment e Roc-A-Fella Records, espandendo il suo campo d'azione per includere la produzione di artisti di etichette più mainstream come Elektra Records, Atlantic Records, Epic Records e Bad Boy Entertainment.
Nel 2003 produce alcune tracce per gli album The Blueprint 2.1 di Jay Z, La bella mafia di Lil' Kim e Soulful di Ruben Studdard. Nel 2004 produce otto tracce per l'album Split Personality di Cassidy, oltre che per gli album di Yung Wun, T.I., Ivy Queen e Jadakiss.

### 2006 - 2009: L'affermazione come produttore eOne Man Band Man
Nel 2005 produce il singolo solista di debutto di Beyoncé Check on It, brano arrivato in testa alla Billboard Hot 100 con oltre 2 milioni di copie vendute, e tracce dell'album I'm a Hustla di Cassidy, January Joy di Mashonda, oltre che per gli album di Mariah Carey, Young Guns e Cuban Link. Nel 2006 torna a collaborare con Beyoncé per l'album B'Day producendo i brani Upgrade U, Ring the Alarm, Get Me Bodied e Lost Yo Mind. Nello stesso anno produce brani per i progetti di Gwen Stefani, Jay-Z, JoJo, Fantasia Barrino e Ice Cube.
Il 21 agosto 2007, Beatz pubblicò il suo album di debutto ida solista, One Man Band Man. L'album, preceduto dai singoli principali It's Me Bitches e Money in the Bank, debuttò al numero sette della Billboard 200 e vendette 45 000 copie nella sua prima settimana. Nel corso dell'anno produce gli album di Eve, Chris Brown, Alicia Keys, Bone Thugs-n-Harmony e Snoop Dogg.
Nel 2008 è produttore di alcuni brani degli album dei Maroon 5, Daz Dillinger, Lil Wayne, Mariah Carey, Estelle e Elephant Man. Nel 2009 produce alcuni brani per Alicia Keys compresi in The Element of Freedom, tra cui Put It in a Love Song con Beyoncé. Sempre nel 2009, Beatz ha prodotto molti singoli popolari tra cui Nasty Girl di Ludacris, Who's Real di Jadakiss, Million Dollar Bill di Whitney Houston, I Can Transform Ya di Chris Brown e Lil Wayne, e On to the Next One di Jay-Z, quest'ultimo vincitore del Grammy Award come miglior performance rap di un duo o gruppo.

### 2010 - 2016: Nuovi progetti discografici e collaborazioni
A gennaio 2010 è produttore del brano Stranded (Haiti Mon Amour), destinato a raccogliere fondi per le vittime del terremoto di Haiti del 2010. Il secondo album di Beatz in lavorazione era stato rinominato in tre occasioni: inizialmente, l'album fu rinominato King Issues, e successivamente fu rititolato The Perception of Greatness. Dopo essersi inizialmente rivolto ai fan per aiutarli a decidere il titolo dell'album, il rapper annunciò infine nell'agosto 2010, mentre era in una sessione di registrazione a New York City con Mary J. Blige, che il titolo sarebbe stato Haute Living. Nel corso dell'anno è presente nel singolo Fancy con Drake e T.I., e produce tracce per gli album Pink Friday di Nicki Minaj, The Appeal: Georgia's Most Wanted di Gucci Mane e il mixtape Good Friday Series di Kanye West.
Agli inizi del 2011 Beatz ha firmato un contratto tra la sua etichetta Monster Music Group e la Imagem Music USA. Nel corso dell'anno partecipa alla produzione di Tha Carter IV di Lil Wayne, Watch the Throne di Jay-Z e Kayne West, I Remember Me di Jennifer Hudson e pubblica la raccolta Monster Mondays Vol. 1, in cui sono presenti numerosi artisti del panorama hip hop e R&B.
Nel marzo 2012, Beatz ha annunciato che avrebbe pubblicato un mixtape intitolato Limitless, con partecipazioni di DMX, Nas, Rick Ross, The LOX e ASAP Rocky, quest'ultimo presente nel primo singolo, Street Knock. Il 2 novembre 2012, ha pubblicato un nuovo singolo intitolato Everyday Birthday, con Chris Brown e Ludacris. Nel corso del 2012 produce inoltre tracce per i progetti di Alicia Keys, Erick Sermon e French Montana. L'anno seguente è presente nelle produzioni di Magna Carta... Holy Grail di Jay-Z, I Am Not a Human Being II di Lil Wayne e My Name Is My Name di Pusha T.
Il 23 agosto 2013, ha pubblicato Hands Up, collaborazione con i rapper americani Lil Wayne, Nicki Minaj, Rick Ross e 2 Chainz. Il 21 ottobre 2014, ha pubblicato Freaky, un nuovo singolo con il rapper americano La'Vega. Nel 2015 risulta tra i produttori delle musiche della serie televisiva Empire, mentre nel 2016 produce sei tracce dell'album Here della moglie Alicia Keys, quattro di Coolaid di Snoop Dogg e degli album Untitled Unmastered di Kendrick Lamar e The Life of Pablo di Kayne West.

### 2017 - presente:Poison
Dopo una lunga attesa, il 2 novembre 2018 pubblica il suo secondo album, Poison: all'interno diverse collaborazioni, da Lil Wayne a Kendrick Lamar, passando per Jadakiss, Pusha T, Nas, 2 Chainz e altri ancora.

## Vita privata

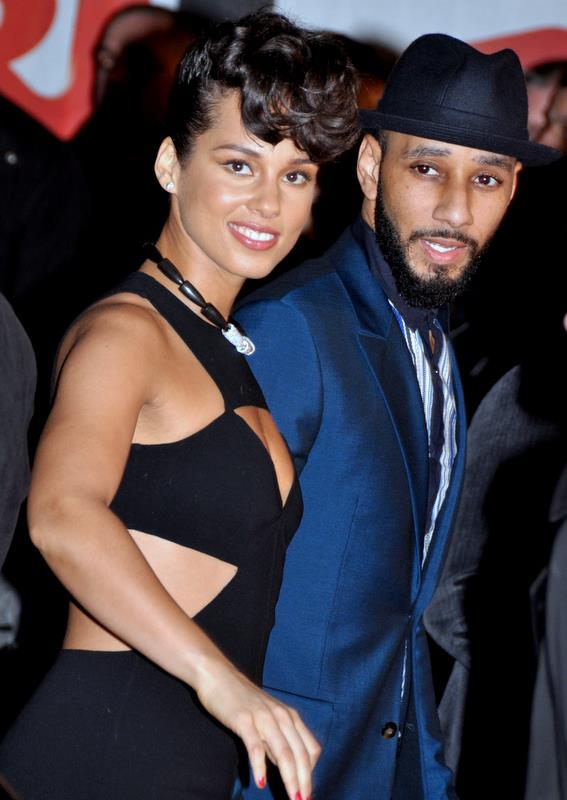
Swizz Beatz con la moglie Alicia Keys nel 2013

Dean e la cantante Mashonda Tifrere hanno iniziato a frequentarsi nel 1998. Nel 2000 è nato il figlio Nasir Dior, avuto con Nichole Levy. Successivamente dal matrimonio con Tifrere nel 2004, la coppia ha Kasseem Dean Jr., nato nel 2006. Nel 2008 la coppia rende noto di non essere più assieme da nove mesi, divorziando poi nel maggio 2010. Dean ha anche una figlia Nicole, nata nel maggio 2008, con la cantante Jahna Sabastian, residente nel Regno Unito, che ha incontrato nel 2007, venendolo a sapere un anno dopo la sua nascita.
Il rapporto tra Dean e Alicia Keys nacque in periodo adolescenziale, senza però riscontri affettivi tra i due. Hanno annunciato di essere fidanzati e di aspettare il loro primo figlio nel maggio 2010, successivamente alla conclusione delle procedure legali per il divorzio del produttore. La coppia si è sposata il 31 luglio 2010 con una cerimonia privata. Keys ha dato alla luce il loro primo figlio, Egypt Daoud Dean, nell'ottobre 2010. Il loro secondo figlio, Genesis Ali Dean, è nato nel dicembre 2014.
Sebbene il rapporto tra Dean, Keys e Tifrere sia stato oggetto di polemiche e indiscrezioni giornalistiche, nel 2016 con la pubblicazione del singolo Blended Family (What You Do for Love), Alicia Keys spiega il rapporto della loro famiglia allargata:

## Discografia

### Album
- 2002 - Swizz Beatz Presents G.H.E.T.T.O. Stories (raccolta)
- 2007 - One Man Band Man
- 2018 - Poison

### Alcune delle produzioni
- Get Your Handz Off by Jin
- Bring Em Out by T.I.
- I'm a Hustla by Cassidy
- B-Boy Stance by Cassidy
- Get No Better by Cassidy feat. Mashonda
- Gotta Man by Eve
- Ruff Ryders Anthem by DMX
- Set It Off by Young Gunz
- Rollin' (Urban Assault Vehicle) by Limp Bizkit
- Oh No (Cry Babies) by Ludacris
- Girl's Best Friend by Jay-Z
- Tear It Up by Yung Wun
- Die 4 Me by Drag-On
- Like That by Memphis Bleek
- Get It On The Floor by DMX
- Check On It by Beyoncé featuring Slim Thug & Bun B
- Secret Love by Mariah Carey
- Money, Cash, Hoes by Jay-Z featuring DMX
- Touch It by Busta Rhymes
- Tamburine by Eve
- Wuteva by Remy Martin
- Dale Don Dale (Remix) by Don Omar featuring Fabolous
- Spit Your Game by The Notorious B.I.G. featuring Twista & Krayzie Bone
- Spit Your Game remix by The Notorious B.I.G. featuring Twista, Krayzie Bone Eightball & MJG
- Listen Baby by Fat Joe featuring Mashonda
- Hotel by Cassidy featuring R. Kelly
- We In Here by DMX
- Aim 4 the Head by Cassidy, Jin, and J-Hood
- Touch it Remix by Busta Rhymes featuring Mary J. Blige, Rah Digga, Missy Elliott, Lloyd Banks, Papoose, and DMX
- Party Up (In Here) by DMX
- Jigga My Nigga by Jay-Z
- New York Shit by Busta Rhymes
- Two Seater by Nas
- Ain't Fuckin Wit Me by Joe Budden
- Shake It by Bow Wow
- If I Should Die by Jay-Z featuring DaRanjahz
- I Can Toast To That by Bone Thugs-N-Harmony
- I Can Transform Ya' by Chris Brown featuring Lil' Wayne
- Who's Real? by Jadakiss featuring OJ Da Juiceman
- Famous by Kanye West featuring Rihanna
- The Half by DJ Snake featuring Jeremih and Young Thug
- Catch Your Eye by Jussie Smollett

## Riconoscimenti
- ASCAP Award
  - 2020 – ASCAP Voice of the Culture Award for VERZUZ[44]
- BET Awards
  - 2020 – Shine A Light Award per VERZUZ (con Timbaland)
- BET Hip Hop Awards
  - 2020 – Produttore dell'anno
- Grammy Award[3]
  - 2011 – Candidatura alla miglior performance rap di un duo o gruppo per Fancy (con Drake e T.I.)
  - 2011- Miglior performance rap di un duo o gruppo per On to the Next One (con Jay-Z)
  - 2011 – Candidatura alla miglior canzone rap per On to the Next One (con Jay-Z)
  - 2017 – Candidatura alla miglior canzone rap per Famous[45]
  - 2017 - Candidatura alla miglior canzone rap per Ultralight Beam[45]
- Grammy Award Honor
  - 2018, Producers & Engineers Wing Award (con Alicia Keys)[4]
- Urban Music Awards
  - 2017 – Miglior Producer